# 週刊女性PRIME
週刊女性PRIME（シュージョプライム）は、主婦と生活社が運営する日本のニュースサイト。2015年（平成27年）1月に開設された。

## 概要
主婦と生活社が運営している。
『週刊女性PRIME』編集者が担当する連載陣の執筆記事を配信するほか、女性週刊誌『週刊女性』の誌面に掲載された記事から、インターネット利用者層にとって特に関心の高い題材の記事を、WEB向けにリライトして配信している。
2018年9月7日、週刊女性PRIMEのユーザーが意見交換をするための掲示板『プライムちゃんねる』がオープンした。

## 誤報・捏造
- 2023年4月10日、「ピーコが「自宅から消えた！」 警察も捜索する事態に発展」の見出しで、十分な取材を行わないまま、ピーコが行方不明になったとする記事を掲載した[2]。しかし、同15日のテレビ番組「サンデー・ジャポン」（TBS系）は、ピーコが高齢者施設に入居していることを確認したと報道[3]。ピーコが行方不明だとする週刊女性PRIMEの報道は誤報であることが明らかになった。
- 2025年4月27日に報じた『《食中毒の危険》『日本経済新聞』体験型の“生肉ハンバーグ”記事が「危険すぎる」無断撮影・投稿に問われる倫理観』の文中で、「飲食店経営者」のものとする発言を掲載したが、これは実際には小説家で医師の知念実希人のX（旧Twitter）の投稿をそのまま無断で引用したものだった[4]。4月30日、編集部は捏造を認め謝罪した[5]。

## 外部配信
- Yahoo!ニュース
- グノシー
- Smartnews
- LINEニュース